# Macintosh 512K
Il Macintosh 512K è un personal computer prodotto da Apple e commercializzato dal 10 settembre 1984 al 14 aprile 1986. Il Macintosh 512K è il secondo computer (in ordine di tempo) della famiglia Macintosh e appartiene alla prima serie dei Macintosh classici: è stato presentato come aggiornamento del primo Macintosh ed è stato sostituito dal Macintosh 512Ke.

## Descrizione

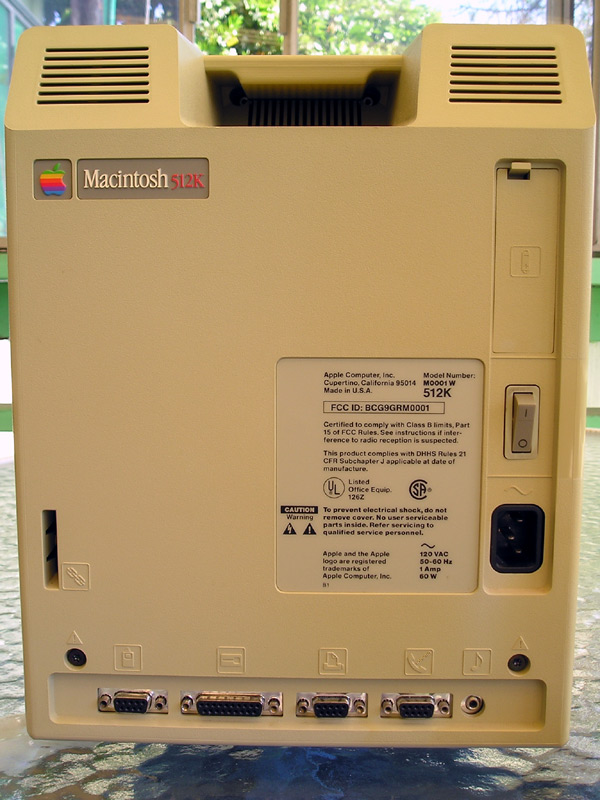
Pannello posteriore

Il Macintosh 512K è stato il primo aggiornamento del Macintosh, a cui è virtualmente identico fatta eccezione per la memoria RAM, che su questo modello è stata portata a 512 KB (una quantità quadrupla rispetto al Macintosh originale). L'incremento così elevato di RAM gli fece guadagnare il soprannome di "Fat Mac" (Mac grasso). Con l'uscita del modello da 512K la prima versione del computer fu ufficialmente ribattezzata "Macintosh 128K", spesso indicata dagli utenti anche come "Thin Mac" (Mac magro). L'incremento di memoria rendeva l'utilizzo del computer molto più interessante e meno limitato rispetto al primo Macintosh.
Le applicazioni MacPaint e MacWrite erano fornite col computer. Quando venne messo in commercio il Macintosh 512K, oltre alle applicazioni fornite di serie erano diventate disponibili altre applicazioni, tra le quali MacDraw, MacProject, Macintosh Pascal e altro.
La stampante LaserWriter venne resa disponibile subito dopo l'introduzione del Macintosh 512K. Insieme formavano una coppia eccezionale dato che rendevano accessibile l'editoria elettronica anche all'utente semi professionale. L'utenza domestica dovette attendere ancora qualche anno dato che solo la stampante costava 6995 dollari e quindi era fuori portata per la maggior parte degli hobbisti.

## Macintosh 512Ke
Una versione potenziata del Macintosh 512K venne presentata nel mese di aprile del 1986. Si chiamava Macintosh 512Ke, abbreviazione di "512K enhanced". Si differenziava dal 512K per la ROM portata a 128 KB, grazie a cui supportava l'Hierarchical File System, e per la presenza del nuovo floppy disk da 800 KB, per via del quale il computer era indicato anche come "Macintosh 512K/800".

## Sistema operativo
Tutte le varietà del Macintosh 512K sono state supportate dal macOS fino al System 6.0.8, anche se per il Macintosh 512K è consigliata come massima versione il System 4.1.